# Première Nation de Keewaywin
La Première Nation de Keewaywin est une bande indienne de la Première Nation Oji-Crees du Nord de l'Ontario au Canada. Elle fait partie du Conseil Keewaytinook Okimakanak et de la Nishnawbe Aski Nation. Elle a été créée en se séparant de la Première Nation de Sandy Lake. Elle possède une réserve, Kee-Way-Win, d'une superficie de 190 km2 située dans le district de Kenora au nord de Red Lake.

## Annexe